# Kasteel Menten de Horne

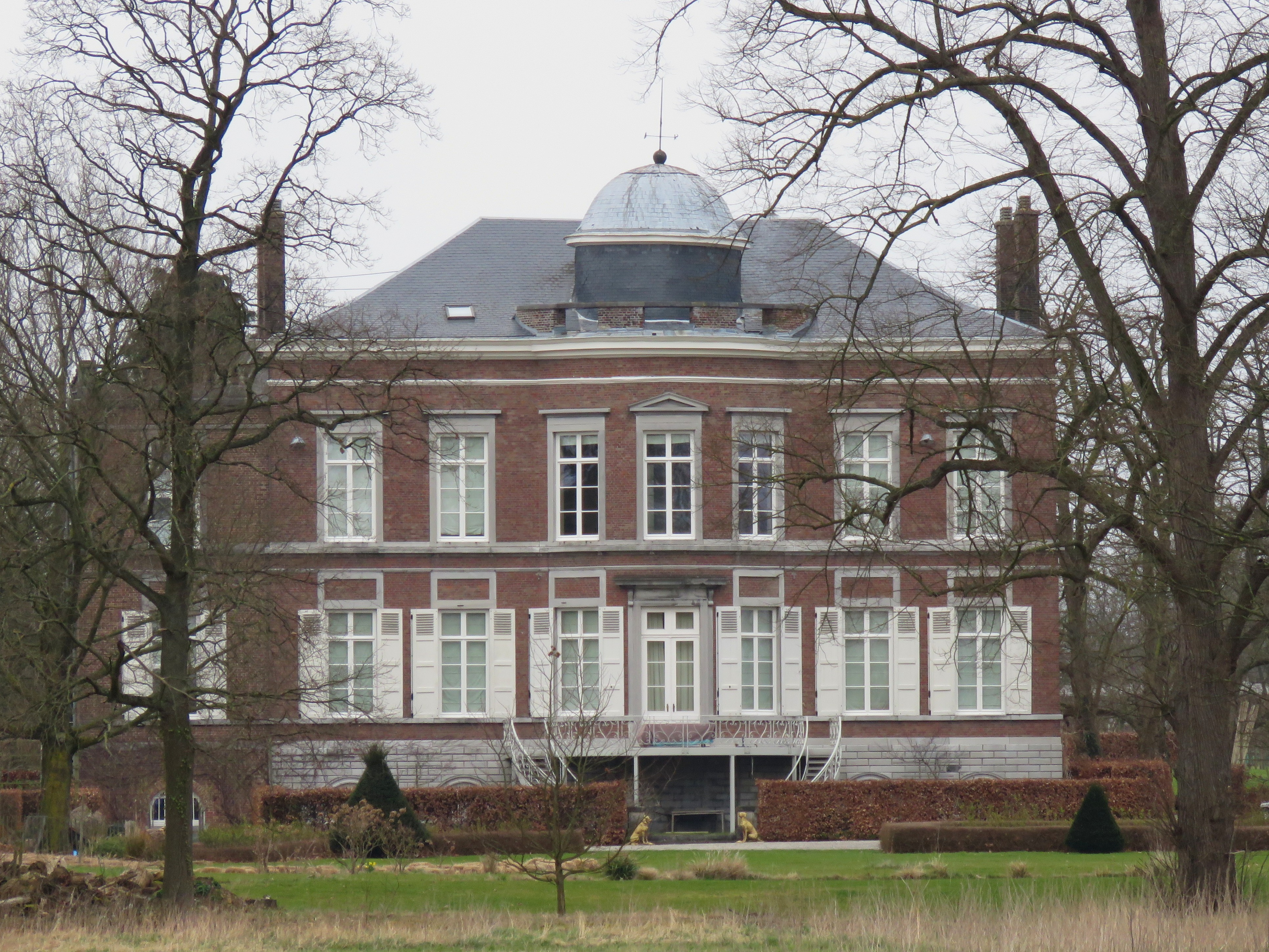
Kasteel Menten de Horne

Het Kasteel Menten de Horne is een kasteeltje aan Melveren-Centrum 130 te Melveren.
Dit kasteeltje werd gebouwd in de 2e helft van de 19e eeuw in neoclassicistische stijl. Het is vernoemd naar de familie De Menten de Horne. De telgen uit deze familie woonden hier in het feodale tijdvak. Het goed was tot in de 16e eeuw afhankelijk van de Abdij van Nonnenmielen, maar vanaf de 16e eeuw was het daarvan onafhankelijk. In 1792 verborgen de monniken van de Abdij van Sint-Truiden hier hun relikwieën.
Het huidige kasteeltje is in baksteen. Opvallend is de ronde ingangspartij, te betreden via een trap. De ingangspartij wordt bekroond door een koepel.